# Tavaborole
Tavaborole (tên thương mại Kerydin) là một loại thuốc chống nấm tại chỗ để điều trị bệnh nấm móng, nhiễm nấm ở móng và móng. Tavaborole bắt đầu thử nghiệm giai đoạn 3 vào tháng 12 năm 2010  và được FDA Hoa Kỳ phê duyệt vào tháng 7 năm 2014. Tavaborole ức chế một loại enzyme nấm thiết yếu, leucyl-tRNA synthetase, cần thiết cho quá trình tổng hợp protein. Sự ức chế tổng hợp protein dẫn đến chấm dứt sự phát triển của tế bào và sau đó là sự chết của tế bào, loại bỏ sự nhiễm nấm.

## Dược động học
Tavaborole, khi được điều chế bằng hỗn hợp ethyl acetate và propylene glycol 1: 1, có khả năng thẩm thấu hoàn toàn qua móng tay người. Trong các nghiên cứu với móng tay cadaver, dung dịch tavaborole 5% đã thâm nhập vào móng trung bình 524,7 mcg / cm2 sau hai tuần sử dụng hàng ngày.

## Lâm sàng
Tavaborole có thể được phát hiện trong máu ở mức 3,54 ng / mL sau một lần sử dụng 0,2 ml dung dịch 5%. Tavaborole có thời gian bán hủy trong máu là 28,5 giờ, nồng độ tối đa 5,17 ng / mL sau hai tuần sử dụng hàng ngày và mất 8,03 ngày để đạt được nồng độ tối đa.

## Thử nghiệm trị liệu
Trong các thử nghiệm lâm sàng, tavaborole có hiệu quả hơn so với phương tiện (ethyl acetate và propylene glycol) một mình trong điều trị bệnh nấm móng. Trong hai nghiên cứu, nhiễm nấm đã được loại bỏ bằng cách sử dụng tavaborole trong 6,5% các trường hợp so với 0,5% khi sử dụng phương tiện này và 27,5% so với 14,6% khi sử dụng phương tiện này.

## Tác dụng phụ
Tẩy da chết tại chỗ ứng dụng, ban đỏ (phát ban) và kích ứng là tất cả các tác dụng phụ có thể xảy ra, mặc dù chúng xảy ra ở dưới 5% bệnh nhân được thử nghiệm.

## Thương mại
Được phát triển bởi Anacor, nó hiện đang bán trên thị trường trong nước Mỹ bởi Novartis chi nhánh Sandoz. Anacor được trả 65 triệu đô la Mỹ và cũng tham gia chương trình chia sẻ lợi nhuận để bán hàng trong tương lai. Một chai 10mL dung dịch 5% của Tavaborole sẽ khiến bệnh nhân phải trả giá mà không có bảo hiểm khoảng $ 1.357.